# تسويق كأس العالم 2018
كأس العالم لكرة القدم 2018 هي البطولة الحادية والعشرون من بطولات كأس العالم لكرة القدم المقامة تحت رعاية الاتحاد الدولي لكرة القدم، والتي ستستضيفها روسيا في الفترة ما بين 14 يونيو ولغاية 15 يوليو من عام 2018. حيث فازت روسيا بشرف استضافة البطولة بعد قرار الاتحاد الدولي لكرة القدم فيفا يوم 2 ديسمبر 2010. حيث استطاعت روسيا التغلب على 3 ترشيحات، فتغلبت على ترشيح مشترك بين إسبانيا والبرتغال، وتغلبت كذلك على ترشيح مشترك أيضاً بين هولندا وبلجيكا، وترشيح وحيد لإنجلترا. وهي النسخة الأولى من بطولات كأس العالم لكرة القدم التي ستقام في أوروبا الشرقية، والمرة الأولى التي ستستضيف بها القارة الأوروبية منافسات البطولة بعد بطولة كأس العالم لكرة القدم 2006 والتي أقيمت في ألمانيا.

## الشعار
تم تحديد شعار البطولة في 28 أكتوبر 2014 من طرف رواد محطة الفضاء الدولية، وتم العمل عليه بمسرح البولشوي في موسكو تزامنا مع برنامج تلفزيوني روسي مسائي. وقد أكد وزير الرياضة الروسي فيتالي موتكو أن الشعار يعبر أساسا عن غنى الثقافة الروسية التقليدية. كذلك صرح رئيس الاتحاد الدولي لكرة القدم آنذاك السويسري سيب بلاتر أن الشعار المختار يعكس قلب وروح البلاد. وقد تم ابتكار عائلة الخط من أجل تصميم الشعار، أطاق عليه دوشا (بالروسية: Душа) والتي تعني الروح في اللغة الروسية. تم تصميم هذا الخط من طرف المصمم البرتغالي برانديا سينترال في عام 2014.

## التذاكر

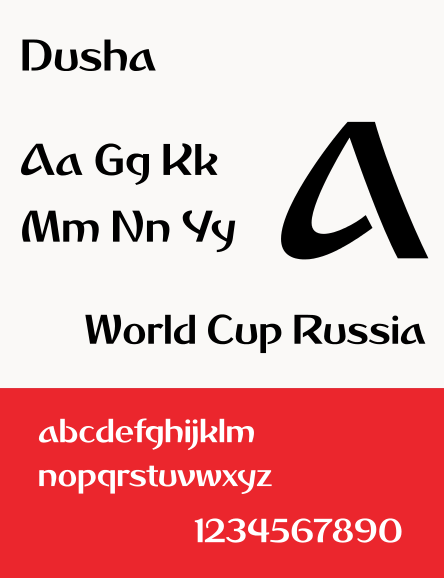
تصميم الحروف والأرقام المستعملة في شعار البطولة.

أعلن الاتحاد الدولي لكرة القدم عن آلية لطرح تذاكر المباريات للبيع، وقد وصفت هذه الآلية بالعادلة، حيث ستتيح هذه الآلية فرصة عادلة للحصول على التذاكر، كما صرت بهذا فاطمة سامورا الأمين العام للاتحاد الدولي لكرة القدم. وستتوفر التذاكر للبيع خلال مراحل 3 مراحل أساسية.
- مرحلة المبيعات الأولى (مقسمة إلى فترتين): انطلقت هذه المرحلة في 14 سبتمبر وانتهت في 12 أكتوبر 2017، حيث تمكنت الجماهير من إرسال طلبات الحصول على التذاكر. ولن يكون هناك فرق بين تسليم الطلبات في اليوم الأول أو اليوم الأخير؛ إذ ستحظى جميع الطلبات بفرصة نجاح متساوية.[8] وفي حالة أن عدد الطلبات التي تقدم الجمهور تجاوز عدد التذاكر المتاحة، سيتم إجراء قرعة اختيار عشوائية من أجل تحديد أصحاب الطلبات المقبولة، وسيتم إبلاغهم في موعد أقصاه 16 نوفمبر 2017. أما الفترة الثانية لهذه المرحلة فهي ستنطلق في 16 نوفمبر إلى 28 نوفمبر والتي خلالها ستخصص التذاكر بنظام الأسبقية.[9]
- مرحلة المبيعات الثانية (مقسمة إلى فترتين): وستبدأ بعد إجراء القرعة النهائية لكأس العالم 2018 في 1 ديسمبر 2017. وستضم هذه المرحلة فترة تخصص فيها التذاكر بقرعة الاختيار العشوائية وتبدأ في 5 ديسمبر 2017 وتنتهي في 31 يناير 2018. ثم فترة تخصص فيها التذاكر بنظام الأسبقية وتبدأ في 13 مارس وتنتهي في 3 أبريل 2018. ستُرسل التذاكر التي تم شراؤها في المرحلتين 1 و2 مجاناً إلى الجماهير في الأسابيع التي تسبق انطلاق البطولة حيث ستبدأ عمليات التسليم في شهري أبريل و مايو 2018.[10]
- مبيعات اللحظة الأخيرة: وهي الفرصة الأخيرة للجمهور لشراء التذاكر، سيحصل ال أيضاً على فرصة عبر مرحلة مبيعات اللحظة الأخيرة والتي ستجرى هذه المرحلة بنظام أسبقية الشراء في الفترة من 18 أبريل إلى 15 يوليو 2018 وهو موعد إقامة المباراة النهائية لكأس العالم 2018.[11]

حدد الاتحاد الدولي لكرة القدم أنواع التذاكر المباعة كما يلي:
- تذاكر مباريات مفردة: وهي تذاكر لمباريات معينة، وتتوفر لجميع المباريات بدءاً من مباراة الافتتاح وحتى النهائي.
- سلسلة تذاكر خاصة بملعب معين: هي مجموعة تذاكر لملعب معين. حيث تضم هذه السلسلة مجموعة من مباريات دور المجموعات (باستثناء مباراة الافتتاح)، ومباراة في دور الستة العشر كذلك، ومباراة تحديد المركز الثالث في الملعب الذي يختاره المشجع.
- سلسلة تذاكر خاصة بمباريات منتخب معين: هي مجموعة تذاكر للجماهير التي ترغب في حضور مباريات منتخب وطني معين. وتتوفر هذه السلسلة في صورة حزم تضم ثلاث إلى سبع مباريات ويمكن طلبها فقط في مرحلة المبيعات الأولى.
- تذاكر الفئة الرابعة: تم تطبيق هذه السلسلة من التذاكر في بطولات كأس العالم سابقة مثل كأس العالم لكرة القدم 2010 في جنوب أفريقيا، وكأس العالم لكرة القدم 2014 في البرازيل، وهي مجموعة تذاكر حصرية لجمهور البلد المضيف، تبدأ أسعار تذاكرها من 1280 روبل روسي.
- تذاكر الوصول الخاص: وهي تذاكر للأشخاص ذوي الاحتياجات الخاصة و ذوي الحركة المحدودة والجماهير المصنفين على أنهم يعانون من السمنة المفرطة.

## كرة البطولة

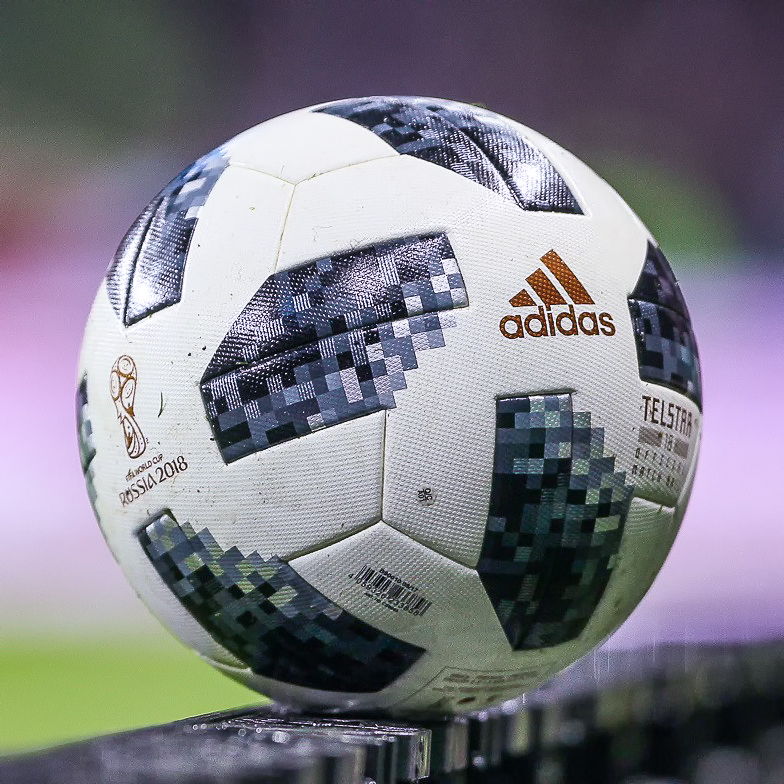
الكرة الرسمية لكأس العالم 2018

أديداس تيليستار 18 (بالإنجليزية: Adidas Telstar 18)‏، هي الكرة الرسمية لبطولة كأس العالم لكرة القدم 2018 المقامة في روسيا، صُممت الكرة من قبل شركة أديداس الرياضية في ألمانيا، وهي الشريك الرسمي للاتحاد الدولي لكرة القدم والمورد الرسمي لكرات كأس العالم لكرة القدم منذ بطولة كأس العالم لكرة القدم 1970. حيث تم استخدام المنتج الأول لشركة أديداس في كأس العالم لكرة القدم 1970 وهي كرة أديداس تيليستار، ومنذ ذلك الوقت تقوم شركة أديداس الرياضية بتصميم الكرات المخصصة لكأس العالم.
وتم اختيار هذا الاسم بسبب ما تستحضره أديداس تيليستار من ذكريات لا تنسى، خاصة من نهائيات كأس العالم لكرة القدم 1970، التي شهدت تألق مجموعة من أعظم الأساطير أمثال البرازيلي بيليه والألماني جيرد مولر والإيطالي جاشينتو فاكيتي والأوروغوياني بيدرو روكا والإنجليزي بوبي مور. وقد تم تقديم الكرة للإعلام في العاصمة الروسية موسكو في 9 نوفمبر 2017 من قبل اللاعب الأرجنيتين ليونيل ميسي وصيف بطولة كأس العالم لكرة القدم 2014 السابقة، بالإضافة إلى أساطير كرة القدم القدامى الفائزين ببطولات كأس عالم سابقة مثل؛ الفرنسي زين الدين زيدان (الفائز بكأس العالم لكرة القدم 1998) والبرازيلي ريكاردو كاكا (الفائز بكأس العالم لكرة القدم 2002) والإيطالي أليساندرو ديل بييرو (الفائز بكأس العالم لكرة القدم 2006) والإسباني تشابي ألونسو (الفائز بكأس العالم لكرة القدم 2010) والألماني لوكاس بودولسكي (الفائز بكأس العالم لكرة القدم 2014).

## التميمة
زابيفاكا (بالروسية: Забива́ка) (بالإنجليزية: Zabivaka)‏ هو تميمة بطولة كأس العالم لكرة القدم 2018 في روسيا. وهو عبارة عن حيوان الذئب ذو الصوف البني والأبيض لابساً قميص مع عبارة «روسيا 2018» مع وضع وإزالة النظارات الرياضية البرتقالية. وقد استخدم مزيجاً من ألوان الأبيض والأزرق والأحمر في لباس التميمة للدلالة على الألوان الوطنية للمنتخب الروسي. صممت التميمية من قبل الطالبة الروسية إيكاترينا بوشاروفا، وتم اختيار التميمة عن طريق التصويت على الإنترنت، وبمشاركة أكثر من مليون مصوت.
ترك الاتحاد الدولي لكرة القدم مهمة تسمية التميمة للجمهور من خلال استفتاء على الشبكة العنكبوتية، بعدما رشح 3 أسماء ليتم اختيار إحداها اسماً للتعويذة. شارك في التصويت الذي جرى على الإنترنت ما يقارب مليون مشارك، وأعلنت النتائج في 22 أكتوبر 2016. حيث صوّت 53% منهم مع تميمية زابيفاكا، مقابل 27% مع تميمة نمر يرتدي زي رواد فضاء، و20% مع تميمة القط. شارك أكثر من مليون شخص في عملية التصويت التي جرت في سبتمبر من عام 2016 في منصات فيفا، ومن خلال برنامج حي بث على القناة الأولى الروسية أثناء فترة التصويت التي دامت شهراً.

## لعبة الفيديو
في 30 أبريل 2018، أعلنت EA عن تحديث مجاني للعبة فيفا 18، معتمدة على فعاليات كأس العالم لكرة القدم 2018. ويضم هذا التحديث جميع المنتخبات الـ32 المشاركة، وكذلك جميع الملاعب الاثنا عشرة المستخدمة في فعاليات البطولة. وقد تم إصدار هذا التحديث في 29 مايو 2018، على الأجهزة التالية؛ بلاي ستيشن 3 وبلاي ستيشن 4 وإكس بوكس 360 وإكس بوكس ون ومايكروسوفت ويندوز ونينتندو سويتش. وستحصل الأجهزة المحمولة على التحديث الخاص بها في 6 يونيو 2018.

## الأغنية الرسمية
اختار الفيفا المغني وكاتب أغاني الأمريكي نيكي جام لأداء أغنية كأس العالم الرسمية، والتي عنوانها (بالإنجليزية: Live It Up)‏ وتعني عيش اللحظة، بالاشتراك مع الممثل الأمريكي ويل سميث و المغنية وكاتبة الأغاني الألبانية/الكوسوفية إيرا إستريفي. وقد تم إنتاج الأغنية من قبل منتج أسطوانات ومغني الراب الأمريكي ديبلو. تم إصدار الأغنية رسمياً في 25 مايو 2018. بينما سيُصدر الفيديو الموسيقي الرسمي للأغنية بتاريخ 7 يونيو 2018.

## الرعاة
تنقسم الرعاية في بطولة كأس العالم 2018 إلى 3 أقسام (رعاة الفيفا ورعاة كأس العالم والرعاة المحليون).
- شركاء الفيفا: أديداس[37] v كوكا كولا[38]، غازبروم[39]، هيونداي–كيا[40]، طيران قطر[41]، فيزا[42]، مجموعة واندا[43]
- رعاة كأس العالم: أنيشر-بوش إنبيف[44][45]، هايسنس[46]، ماكدونالدز[47]، فيفو[48]
- مساعدين أوروبيين: ألفا بنك[49]